# Districte municipal de Jonava
El Districte municipal de Jonava (en lituà: Jonavos rajono savivaldybė) és un dels 60 municipis de Lituània, situat dins del comtat de Kaunas. El centre administratiu del municipi és la ciutat Jonava.

## Estructura
- 1 ciutat : Jonava;
- 3 pobles : Panoteriai, Rukla i Žeimiai;
- 277 viles

## Seniūnijos del districte municipal de Jonava

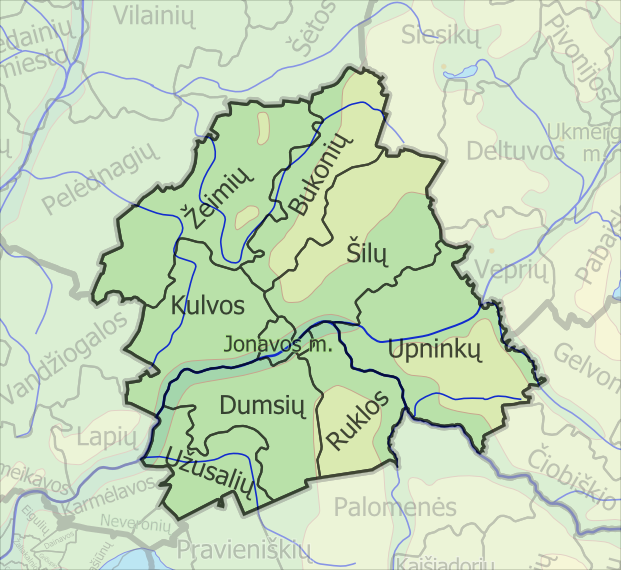
Mapa del districte

- Bukonių seniūnija (Bukonys)
- Dumsių seniūnija (Šveicarija)
- Jonavos miesto seniūnija (Jonava)
- Kulvos seniūnija (Kulva)
- Ruklos seniūnija (Rukla)
- Šilų seniūnija (Šilai)
- Upninkų seniūnija (Upninkai)
- Užusalių seniūnija (Užusaliai)
- Žeimių seniūnija (Žeimiai)